# Passiflora tuberosa
Passiflora tuberosa är en passionsblomsväxtart som beskrevs av Nikolaus Joseph von Jacquin. Passiflora tuberosa ingår i släktet passionsblommor, och familjen passionsblomsväxter. Inga underarter finns listade i Catalogue of Life.